# Liste der Monuments historiques in Lamorville
Die Liste der Monuments historiques in Lamorville führt die Monuments historiques in der französischen Gemeinde Lamorville auf.

## Liste der Immobilien
| Bezeichnung         | Beschreibung | Standort                                        | Kennzeichnung | Schutzstatus | Datum | Bild           |
| ------------------- | --- | ----------------------------------------------- | ------------- | ------------ | ----- | -------------- |
| Abtei von l’Étanche | Prämonstratenserkloster um 1144 gegründet, 1632 zerstört, von 1743 bis 1770 wieder aufgebaut, nach der Französischen Revolution als Nationalgut versteigert, heute ruinös; Reste der Kapelle und des Konventsgebäudes erhalten | Deuxnouds-aux-Bois, südöstlich des Ortes (Lage) | PA00106548    | Inscrit      | 1984  | weitere Bilder |

## Liste der Objekte
| Bezeichnung                     | Beschreibung | Standort                                             | Kennzeichnung | Schutzstatus | Datum | Bild |
| ------------------------------- | --- | ---------------------------------------------------- | ------------- | ------------ | ----- | ---- |
| Prozessionsfahne La Femme forte | Seide, farbig bestickt, 19. Jahrhundert                                                                                     | Lamorville, in der Kirche Ste-Marie-Madeleine (Lage) | PM55001958    | Inscrit      | 1996  |      |
| Pietà                           | Stein, farbig gefasst, um 1520, vermutlich von Jean Crocq                                                                   | Spada, in der Kirche St-Pierre (Lage)                | PM55000597    | Classé       | 1971  |      |
| Kelch und Paten                 | Silber, vergoldet, ab dem 15. Jahrhundert                                                                                   | Lavignéville, in der Kirche Ste-Lucie (Lage)         | PM55001249    | Classé       | 1998  |      |
| Weißer Ornat                    | Kasel, Stola, Manipel, Kelchvelum und Bursa; Damast, mit Seiden-, Silber- und Goldfaden bestickt, Ende des 18. Jahrhunderts | Lavignéville, in der Kirche Ste-Lucie (Lage)         | PM55001343    | Classé       | 2000  |      |